# Vila Franca do Deão
Vila Franca do Deão ist eine Gemeinde (Freguesia) im portugiesischen Kreis Guarda. In ihr leben 134 Einwohner (Stand 19. April 2021).